# Bongárd
Bongárd (románul: Bungard, németül: Baumgarten, szászul Bangert) falu Romániában, Szeben megyében. Közigazgatásilag Sellenberk községhez tartozik.

## Fekvése
Nagyszebentől két kilométerre keletre fekszik.

## Nevének eredete
Magyar és román neve is a 'gyümölcsöskert' jelentésű német Baumgarten szó nyelvjárási bongert alakjából való. Nevének írott alakváltozatai: Pangarten és Pangorten (1429), Bongarten (1468), Bomgarten (1488), Bongarth (1494), Bangarten (1495), Bungard (1733), Bongard (1805) és Baumgarten (1854).

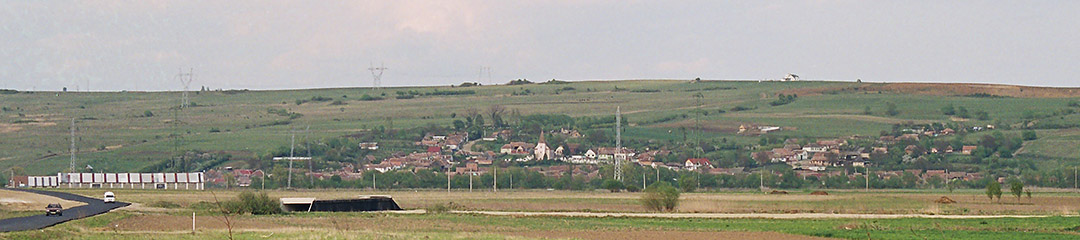
Bongárd

## Története
A Szeben folyó partján római kori urnatemetőt tártak fel. Valószínűleg szász alapítású falu, amely csak 1370-ben lett önálló plébánia. Az 1485-ös török betörés idején elnéptelenedett, ezután románok költöztek be. A szebeni magisztrátus 1518–20-ban Szenterzsébetről újabb szász családokat telepített be. Ezek azonban már 1524-ben visszatértek szülőhelyükre, miután új plébánosa, Peter Huet ellentétbe került a városi tanáccsal. Mivel Szatmári György esztergomi érsek is a plébános védelmére kelt, a tanács inkább a híveit vitette vissza Szenterzsébetre.
Ezután a század második felében evangélikus hitre tért bolgárokat telepítettek le, akiknek ősei bogumilok voltak. A bolgárok szász lelkészt kaptak. Bár a falu népességében feltehetőleg a románok alkották a többséget, a falusbírókat paritásos alapon a bolgárok és a szászok közül választották. A románok 1613-ban fakápolnát építettek, amit a szebeni magisztrátus a következő évben lebontatott. 1628-ban aztán felépíthették saját templomukat azzal a kikötéssel, hogy a tizedet továbbra is a szász papnak fizetik és az iskola fenntartásához hozzájárulnak. A falu tanácsába ekkor még csak egy román került be, de a század végére a bolgárokkal egyenlő számban képviseltették magukat. 1721-ben hatvan román és húsz bolgár család lakta. A bolgárok egy része a század folyamán Nagycsergedre és Oroszcsűrbe költözött, a maradék pedig nyelvileg elrománosodott. 1760–62-ben 280 ortodox és 55 evangélikus lakója volt. A bolgárok ezután részben ortodox hitre tértek. Az utolsó evangélikus pap 1903-ban távozott. A templom harangját az oltszakadáti egyházközség kapta meg. Az 1920-as években még 16 bolgár eredetű, evangélikus család lakta, akik szintén az ortodox templomot látogatták. Szebenszékhez, 1876-tól Szeben vármegyéhez tartozott.

## Lakossága
1850-ben 651 lakosából 545 román, 71 cigány és 31 egyéb (bolgár) nemzetiségű; 616 ortodox és 35 evangélikus vallású volt.
1910-ben 803 lakosából 796 volt román és 7 német anyanyelvű; 763 ortodox, 22 evangélikus és 17 görögkatolikus vallású.
2002-ben 567 lakosából 555 volt román, 6 cigány és 5 német nemzetiségű; 555 ortodox és 4 evangélikus vallású.

## Látnivalók
- Ortodox templomának tömzsi tornya 1690-ben, maga a templom 1824-ben épült.